# 揭阳市博物馆
揭阳市博物馆，中华人民共和国广东省揭阳市的地方综合性博物馆，前身为1958年成立的揭阳县博物馆，1992年随揭阳撤县建市而升格为揭阳市博物馆。该馆坐落于广东省揭阳市文化广场，该处馆设于2022年10月开放，此前该馆曾先后设在揭阳学宫和揭阳楼。

## 历史

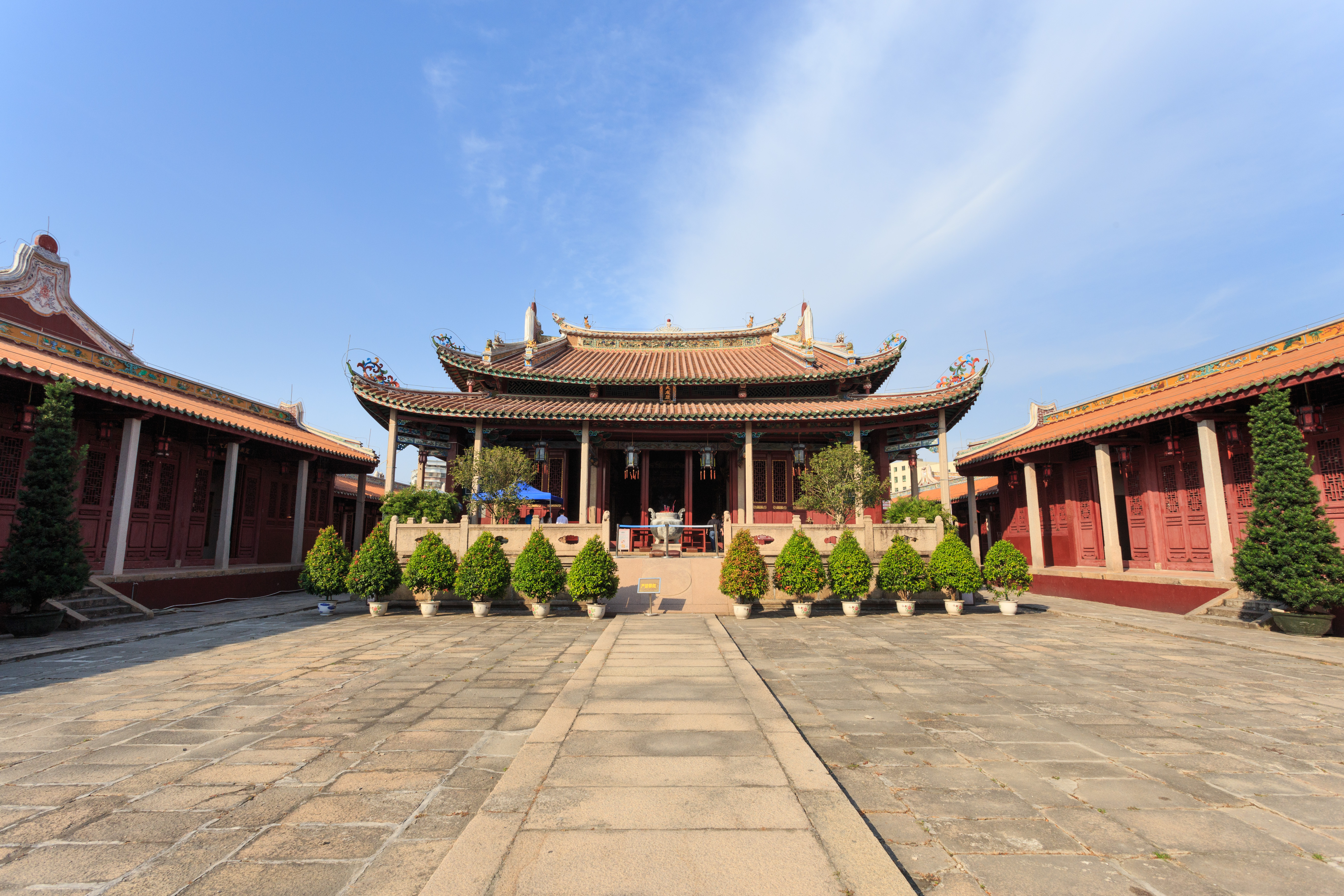
揭阳学宫是该馆建馆时的馆址

1958年6月26日，揭阳县博物馆成立，隶属于汕头市揭阳县文化局，馆址坐落于揭阳学宫（位于今揭阳市榕城区韩祠路口东侧）。揭阳学宫始建于南宋绍兴十年（1140年），占地面积1.5万平方米，是由二十多座单体建筑组成的建筑群，历代以来曾多次被毁及重修。1925年国民革命军东征期间，周恩来曾在揭阳学宫内的崇圣祠办公。1957年，揭阳学宫已被列为广东省古建筑保护单位和革命纪念地。揭阳县博物馆成立后不久，便与揭阳县档案馆联合成立揭阳革命档案资料征集委员会。1962年，揭阳县博物馆改为陈列室，属揭阳县文化馆领导。1963年，揭阳学宫被广东省人民政府公布为“周恩来同志革命活动纪念地”。1966年，受文化大革命影响，揭阳县文化馆陈列室停止活动。1978年，揭阳学宫被广东省革命委员会重申公布命名为“周恩来同志革命活动旧址”。1979年5月，揭阳县博物馆建制恢复，馆址仍在揭阳学宫，属揭阳县文化局领导。1986年至1991年，揭阳县政府筹资169万元，对揭阳学宫中路建筑、大成殿、崇圣祠等进行全面揭顶、部分落架修缮，按照修旧如旧原则保留了其清光绪二年重修时的建筑风格。随后，揭阳县博物馆在揭阳学宫内筹备“揭阳出土文物展览”、“孔子生平事迹展览”和“周恩来革命活动旧址展览”三个固定展览。1991年8月，揭阳县博物馆正式对外开放，开始接待观众参观。
1991年12月，汕头市分治为汕头、潮州、揭阳三市，揭阳县升格为地级揭阳市。1992年，该馆升格为揭阳市博物馆，并被划归新成立的揭阳市管理，隶属于揭阳市文化局，设有有“揭阳出土文物展览”、“科举考试展览”和“周恩来革命活动旧址展览”三个固定展览。2007年12月28日，揭阳学宫全面修缮工程在揭阳市政府和揭阳市文管部门的主持下正式启动。2009年3月中旬开始，馆内陈列暂停对外开放。2009年5月，揭阳市博物馆被中国国家文物局公布为国家三级博物馆。

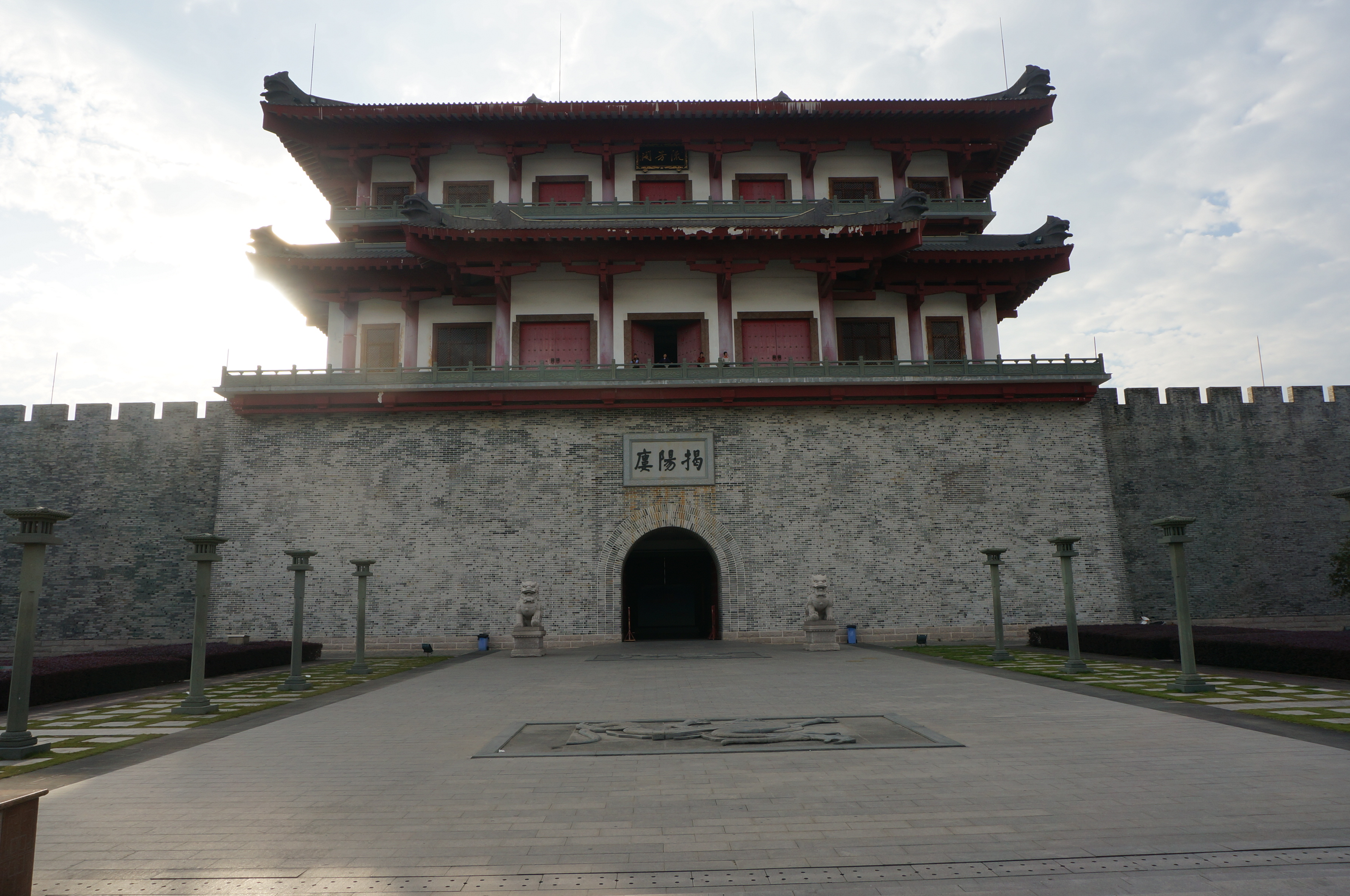
2010年至2022年间，该馆馆址位于揭阳楼二楼

2010年10月，揭阳市博物馆按照揭阳市委市政府的决搬至揭阳楼临时办公。揭阳楼位于揭阳市区东入口（榕城区沿江中路193号），属汉代风格仿古建筑，2010年12月6日正式落成开放。揭阳楼占地面积3300平方米，建筑面积9152平方米，总高38米，主体建筑揭阳楼共有五层，其中面积近3000平方米的二楼被用作博物馆的陈列展示区和办公区，称“故乡记忆——揭阳市特色文化展览馆”，设有“揭阳通史陈列”、“揭阳革命史陈列”和“揭阳文化遗产陈列”三个固定展览。2011年底，位于揭阳经济开发试验区市文化广场内的博物馆新馆开工建设，根据规划设计，新馆占地35亩，建筑面积约1.3万多平方米。2022年6月3日，揭阳市博物馆发表《搬迁公告》，宣布原揭阳楼二楼展厅不再使用，但新馆对外开放时间将另行告知。
2022年10月1日上午，揭阳市博物馆举行新馆开馆仪式，新馆正式向公众开放。新馆占地面积4365平方米，总建筑面积13792平方米。建筑风格为中式典雅风，与文化广场的整体建筑风格一致。新馆分地下一层和地上四层，设有四个固定展厅、两个临时展厅和一个多功能报告厅。

## 馆藏
截至2022年10月，揭阳市博物馆馆藏文物有11224件/套，包括石器、陶器、瓷器、铜器、木雕、书画、古籍等类别，其中1145件/套为珍贵文物。

## 展览
揭阳市博物馆设有4个基本陈列展厅，分别为“揭阳通史陈列”、“揭阳革命史陈列”、“揭阳名人展”和“揭阳民俗展”。
| 展览名称       | 介绍                                                                         | 来源  |
| -------------- | ---------------------------------------------------------------------------- | ----- |
| 揭阳通史陈列   | 通过文物、图文、场景和艺术装置，展示了揭阳的历史变迁                         | [ 5 ] |
| 揭阳革命史陈列 | 以图文、雕塑和场景模拟的方式介绍揭阳从五四运动至第二次国共内战时期的揭阳历史 | [ 5 ] |
| 揭阳名人展     | 按照时间顺序，以文物、雕塑、图文等形式介绍了揭阳历史发展过程中的名人         | [ 5 ] |
| 揭阳民俗展     | 通过工艺品、装置和图文方式展现了揭阳民俗风情                                 | [ 5 ] |

## 机构设置
该馆为揭阳市文化广电旅游体育局直属科级公益一类事业单位，有核定事业编制20名，设置有办公室（安全管理部）、考古保管部、陈列部、宣教部、信息技术部等5个内设机构。